# Hastulopsis blanda
Hastulopsis blanda é uma espécie de gastrópode do gênero Hastulopsis, pertencente a família Terebridae.